# 133-я танковая дивизия (Италия)
133-я танковая дивизия «Литторио» (итал. 133ª Divisione corazzata "Littorio") — танковая дивизия вооружённых сил Италии во время Второй мировой войны.

## История
133-я танковая дивизия «Литторио» (итал. «Lottorio», «Ликтор») была сформирована в 1939 году на базе пехотной дивизии «Литторио» (итал. Divisione d'Assalto "Littorio"), которая принимала участие в Гражданской войне в Испании в составе Итальянского добровольческого корпуса.
В начале Французской кампании в июне 1940 года находила в резерве, затем была введена в бой за ущелье Пикколо Сан-Бернардо, где была остановлена французскими войсками. В апреле 1941 года дивизия участвовала в кампании против Югославии, под Мостаром и Требине (Босния и Герцеговина).
Состав дивизии на апрель 1941 года:
- 33-й (133-й)танковый полк (итал. 33º Reggimento carri)
  - 22-й, 23-й и 32-й легкотанковые батальоны (итал. Battaglione carri L)
- 12-й берсальерский полк (итал. 12º Reggimento bersaglieri)
  - 21-й мотоциклетный батальон (итал. XXI Battaglione motociclisti)
  - 23-й и 36-й моторизованные батальоны (итал. Battaglione autoportato)
  - 133-я и 143-я противотанковые роты
- 131-й артиллерийский полк (итал. 131º Reggimento artiglieria corazzata)
  - 1-й, 2-й и 3-й дивизионы (75-мм орудия)
  - 7-я и 8-я зенитные батареи (20-мм автоматы)

Весной 1942 года дивизия переброшена в Северную Африку. С мая 1942 года в состав дивизии вошли три полковые разведывательные группы кавалерии «Лянчиери ди Новарра» («Новаррские уланы»), на вооружении которых стояло по 30 танков L6/40. На 23 октября 1942 года в дивизии насчитывалось 115 средних танков.
Во втором сражении при Эль-Аламейне дивизия была полностью уничтожена. Её остатки вместе с остатками 132-й танковой дивизии «Ариете» и 101-й моторизованной дивизии «Триесте» были сведены в единую боевую группу «Ариете», которая была уничтожена полгода спустя — в апреле 1943 года в Тунисе.

## Командиры
- генерал Аннибале Бергонцоли (1937—1938)
- дивизионный генерал Дж. Битосси (итал. Gervasio Bitossi; апрель 1941 — ноябрь 1943)

## Награды и наименования
| Награда    | Дата | За что получена                     |
| ---------- | ---- | ----------------------------------- |
| «Литторио» | 1939 | при формировании от предшественника |

## Отличившиеся воины дивизии
| Награда                               | Ф. И. О.                                                 | Должность                                                                   | Звание                                                  | Дата награждения | Примечания                                                      |
| ------------------------------------- | -------------------------------------------------------- | --------------------------------------------------------------------------- | ------------------------------------------------------- | ---------------- | --------------------------------------------------------------- |
| Золотая медаль «За воинскую доблесть» | Аморозо, Гаэтано (итал. Gaetano Amoroso)                 | командир 1-го специального миномётного батальона ударной дивизии «Литторио» | майор                                                   | 1939             | В годы Второй мировой войны командовал 12-м полком берсальеров. |
| Золотая медаль «За воинскую доблесть» | Дзаппала, Сальваторе (итал. Salvatore Zappalà)           | командир 51-го танкового батальона M13/40 133-го танкового полка            | подполковник                                            | 1942             | Умер от ран 2 июля 1942.                                        |
| Золотая медаль «За воинскую доблесть» | Дзамбрини, Лино (итал. Lino Zambrini)                    | штурмовой батальон Ардити танковой группы                                   | командир группы танкистов (итал. Capomanipolo Carrista) | 1939, посмертно  | Погиб 3 января 1939.                                            |
| Золотая медаль «За воинскую доблесть» | Кальцекки-Онести, Ичилио (итал. Icilio Calzecchi Onesti) | командир 11-го танкового батальона 33-го танкового полка                    | капитан                                                 | посмертно        | Погиб 29 мая 1942.                                              |
| Золотая медаль «За воинскую доблесть» | Челио, Марио (итал. Mario Celio)                         | танкист 2-го танкового батальона M13/40, партизан                           | танкист                                                 | посмертно        | Расстрелян 31 мая 1944.                                         |